# Aztekium hintonii
Az Aztekium hintonii a kaktuszfélék családjába tartozó aztékkaktusz (Aztekium) nemzetség egy faja, a nemzetség másik faja, az Aztekium ritteri mellett. A mexikói Új-León államban félsivatagi gipsz- és mészkőszikláin endemikus. Ötven négyzetkilométeres területen, a becslések szerint egymillió példánya él. Mivel az állatok és az átlagember számára elérhetetlen helyen nő, fennmaradását nem veszélyezteti semmi.